# Óscar Romero (érsek)
Szent Óscar Arnulfo Romero y Galdámez (Ciudad Barrios, 1917. augusztus 15. – San Salvador, 1980. március 24.) a salvadori szegények és elnyomottak érdekében fellépő salvadori érsek, vértanú, akit 1980-ban, misézés közben gyilkoltak meg. A katolikus egyház 2018-ban szentté avatta. Világszerte mint a szegények püspökét, a nép jogainak védelmezőjét és vértanúját tisztelik.

## Gyermekkora és tanulmányai
Óscar Romero a legkisebb, de legnagyobb népsűrűségű közép-amerikai állam, El Salvador egy kis hegyi falujában, Ciudad Barriosban született, egy szerény körülmények között élő családba. Szülei Santos Romero és Guadalupe de Jesús Galdámez voltak. Édesapja helyi távírászként és postásként kereste kenyerét, de emellett földet is művelt. Édesanyja nyolc gyermeket hozott a világra, közöttük Óscar volt a második. A nyolc gyermek közül egy kislány születésekor meghalt, az egyik fiútestvér pedig fiatalon, 1939-ben hunyt el.
Óscar kiskamaszként először asztalos-tanoncként szakmát kezdett tanulni, 13 éves korában azonban, a helyi polgármester biztatására, sikerrel jelentkezett a San Miguelben működő bennlakásos kisszemináriumba. 1937-ben kezdte meg teológiai tanulmányait San Salvadorban, majd a római Gregoriana Egyetemen folytatta. Itt szerzett licenciátusi fokozatot 1941-ben, cum laude minősítéssel. Rómában szentelték pappá 1942. április 4-én. Püspöke kérésére 1943-ban félbeszakította a doktorátusra való felkészülését és visszatért Salvadorba.

## Papi és püspöki évek
Hazatérte után püspöke rögtön plébánossá nevezte ki Anamorósba, majd néhány hónap múlva a püspöki székhelyre, San Miguelbe hívta és kinevezte püspöki titkárnak. Ezt a tisztet töltötte be 23 éven át. A titkári feladatok mellett szerkesztője volt az egyházmegye hetilapjának és vezetője a székesegyházhoz tartozó plébániának, élénk és szerteágazó lelkipásztori tevékenységet kifejtve.
1967-ben kellett elhagynia San Miguelt, mivel megbízták a salvadori püspöki konferencia titkári feladatainak ellátásával.
VI. Pál pápa 1970-ben San Salvador segédpüspökévé nevezte ki, majd 1974. október 15-én a Santiago de Maria egyházmegye élére helyezte megyés püspökként.

## San Salvador érsekeként
1977 februárjában lett San Salvador érseke. Kinevezését az állami vezetők és az ország irányítását gyakorlatilag kézben tartó kis létszámú oligarchia szívesen fogadta, mivel Óscar Romero eddigi tevékenysége során mind egyházi, mind politikai szempontból konzervatív beállítottságúnak mutatkozott. Ezért joggal remélték, hogy vele könnyen meg fogják találni a közös hangot. Ez annál inkább fontos volt számukra, mivel a megelőző években egyre fokozódott a nyomorban tartott alsóbb néposztályok elégedetlensége, melyet a katonai diktatúra csak kemény megtorló intézkedésekkel tudott kordában tartani. Tőle várták, hogy megszabadítja az egyházat a „kommunistáktól”.
A felszabadítási teológiát valló vagy azzal szimpatizáló papok pedig bizalmatlansággal fogadták Romero érsekké történő kinevezését, mivel Romero fenntartással viszonyult ehhez a teológiai irányzathoz. Osztani látszott azok véleményét, akik szerint a felszabadítási teológia csupán keresztény lepellel elfedett marxista mozgalom.
A Salvadorban évtizedek óta fennálló konfliktus legfőbb oka az volt, hogy a mezőgazdasági földterület túlnyomó része kis számú gazdag földbirtokos család kezén volt, ugyanakkor az ország lakosságának döntő részét a nincstelen népesség tette ki. A kis létszámú és gazdag oligarchia csak szervezett állami terror révén tudta fenntartani hatalmát. E társadalmi igazságtalanság miatt egyre nőtt a lázadó csoportok létszáma és ereje, köztük a fegyveres ellenállástól sem tartózkodó gerilla-csoportoké.
Ezekben az években a szegénység kérdése egész Latin-Amerikában a katolikus egyház egyik fő témájává, megoldandó problémájává vált. A társadalmi forrongás utat talált a munkájuk révén a szegényekkel és elnyomottakkal szoros kapcsolatba kerülő papok körébe is. Egyre többen szimpatizáltak a jellegzetesen latin-amerikai felszabadítási teológia elveivel.

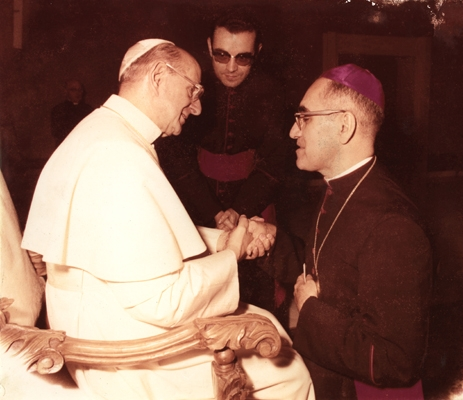
Romero érsek VI. Pál pápánál (1978)

Óscar Romero kezdetben távol tartotta magát ezektől a társadalmi mozgalmaktól. 1977-ben, érsekké történő kinevezésének az évében az országon agitációs hullám söpört végig. Sztrájkok és tüntetések követték egymást, a parasztok sok helyütt elfoglalták a földesurak birtokait. Február 28-án, pár nappal Romero beiktatását követően, egy választási csalás elleni nagyszabású tiltakozás vérfürdőbe torkollott, március 12-én pedig megöltek egy jezsuita szerzetest, Rutilio Grande atyát, aki a szegények pártfogójaként végzett szociális munkát a nyomorgók között. A megölt jezsuita atya Romero érsek nagyrabecsült jóbarátja volt. Ez az esemény változtatta meg az érsek látásmódját. Ettől kezdve vált a szegények, az elnyomottak, a nincstelenek védőjévé, szószólójává. Szentbeszédeiben, amelyeket nem csupán a székesegyházban hallgathattak meg a hívek, hanem az egyházmegye rádiója révén az egész országban, folyamatosan szóvá tette a katonaság és a halálbrigádok által elkövetett jogtalanságokat. Konkrét segítséget is nyújtott, egy jogsegélyszolgálatot működtetett, látogatta és bátorította a vidéki közösségeket, ahol a halálosztagok működtek.
1979 márciusában jelentette ki: „Miközben világos, hogy az Egyházat üldöztetés érte az elmúlt három évben, még fontosabb, hogy tisztában legyünk annak okával [...] Az üldöztetésre azért került sor, mert az Egyház védelmébe vette a szegényeket, közösséget vállalt a szegények sorsával.” [...] „Amikor az Egyház hallja az elnyomottak kiáltását, nem tehet mást, mint hogy megbélyegzi azokat a társadalmi struktúrákat, amelyek létrehozzák és állandósítják a nyomorúságot, amelyből e kiáltás fakad.”
1979 májusában hét dossziét mutatott be II. János Pál pápának, amelyek a gyilkosságokról, eltűnésekről, az emberi jogok megsértésének eseteiről szóló jelentéseket és dokumentumokat tartalmazták.
Ugyanebben az évben a társadalmon belül a forrongás tovább erősödött. 1980 januárjában a munkások, parasztok, diákok különféle szervezetei január 22-ére tüntetést szerveztek 300 ezer ember részvételével. Az ország valaha volt legnagyobb tüntetésére még nagyobb elnyomás volt a válasz, mely általános sztrájkot váltott ki. Romero érsek keményen elítélte az elnyomást, és a tömegeknek az „erőszakos felkeléshez való legitim jogáról” beszélt, ha minden békés kísérlet kudarcba fullad.
Egy 1980. február 15-én adott interjúban így nyilatkozott: „Minden nyomorúságunk okozója az oligarchia, családok kis, szorosan összetartó csoportja, amelyet nem érdekel, ha a nép éhezik, hanem épp ellenkezőleg, az éhségre támaszkodva jutnak hozzá a bőségesen rendelkezésre álló olcsó munkaerőhöz, amelynek segítségével learatják és exportálják a termést. Az iparvállalatok, hazaiak és külföldiek egyaránt, éhbérekre alapozzák a világpiaci versenyben való részvételüket, és ez megmagyarázza, miért állnak ellen oly makacsul bármilyen reformnak, illetőleg a nép életfeltételeinek javítására törekedő szakszervezeteknek. Ez az oligarchia nem engedheti meg a munkásoknak és parasztoknak, hogy szakszervezetekbe szerveződjenek, mert ezt gazdasági érdekeik elleni fenyegetésnek tekintik. E néhány családnak elnyomáshoz kell folyamodnia ahhoz, hogy fenntartsa és növelje profitját, még akkor is, ha ennek a dolgozó osztályok növekvő nyomora az ára.”
Ugyanebben a hónapban az érsek levelet írt Carter amerikai elnöknek, melyben kérte, hogy az Egyesült Államok ne támogassa a salvadori hadsereget, mert az a kapott fegyvereket a nép elnyomására használja.
1980 februárjában említette először a nyilvánosság előtt, hogy halálos fenyegetések érték. Nicaragua külügyminisztere, Miguel d’Escoto Brockmann menedéket ajánlott neki hazájában. Romero nem fogadta el az ajánlatot, azzal az indoklással, hogy nem akarja a népét magára hagyni, inkább vállalja akár az életveszélyt is.
1980. március 23-án közvetlenül a hivatalos rendfenntartókhoz szólt a heti prédikációjában:
„Szeretnék külön felhívást intézni a hadsereg katonáihoz, különösen a Nemzeti Gárda tagjaihoz, a rendőrséghez és a helyőrséghez. Testvérek, ti népünkhöz tartoztok! Saját testvéreiteket ölitek meg a földművesek között! Egy ember parancsolhatja nektek, hogy öljetek, de Isten törvényének kellene győzni bennetek, mely azt parancsolja: ’Ne ölj!’ Egy katona sem köteles olyan parancsnak engedelmeskedni, mely ellenkezik Isten törvényével! Erkölcstelen törvény senkit sem kötelez.” [...] „Isten nevében, e szenvedők nevében, akiknek a kiáltása napról napra hangosabban száll a mennyekig, kérlek benneteket, könyörgök nektek, parancsolom nektek: állítsátok meg az elnyomást."

## Az érsek elleni merénylet és következménye
Másnap, 1980. március 24-én, miközben egy barátja elhunyt édesanyjáért mutatott be gyászmisét egy kórház kis templomában, az oltárnál halálos lövés érte az érseket. A merénylő elmenekült.
Temetési szertartásán, amelyen mintegy ötvenezer ember vett részt, a gyászbeszéd alatt bomba robbant a katedrális előtti téren, majd a katonák lövöldözni kezdtek. A lövöldözésben mintegy negyven ember lelte halálát és száznál több volt a sebesültek száma.
Romero halála és a gyászszertartás alatt történt katonai erőszak óriási felháborodást keltett a nép körében. Az érsek elleni merénylet kirobbantója lett egy 11 évig tartó polgárháborúnak, melynek során 75 ezren haltak meg (köztük 70 ezer civil), további 7 ezren „eltűntek”, és becslések szerint egymillió salvadori keresett más országban menedéket az erőszak elől. A hadsereg és a halálbrigádok által meggyilkoltak között volt tizennyolc katolikus pap és öt apáca – ez utóbbiak közül négyen amerikaiak voltak. Ezekben az években fordult elő, hogy helikopterről röpcédulákat szórtak ezzel a szöveggel: „Légy hazafi és ölj meg egy papot!”
Bár a gyilkos és megbízók személyére a későbbiek során, évek múlva fény derült, de a gyilkost és a merénylet kitervelőit soha nem vonták felelősségre. Egyedül Alvaro Saraviát, a biztonsági erők egyik tisztjét mondta ki a kaliforniai bíróság 2004-ben bűnösnek. Őt kártérítésként 10 millió dollár megfizetésére kötelezték. A biztonsági erők főparancsnokát, Roberto D'Aubuisson Arrietát, a legfőbb felelőst soha nem ítélték el, ő 1992-ben egy kórházi ágyon hunyt el rákbetegségben.

## Elismerései
- Az emberi jogok érvényesülése érdekében tett erőfeszítéseiért tiszteletbeli doktori címet adományozott Óscar Romerónak: 1978-ban a Georgetown University (Washington, USA), 1979-ben a Leuveni Katolikus Egyetem és 1980-ban az Universidad de El Salvador.
- 1978-ban és 1979-ben Nobel-békedíjra javasolták.

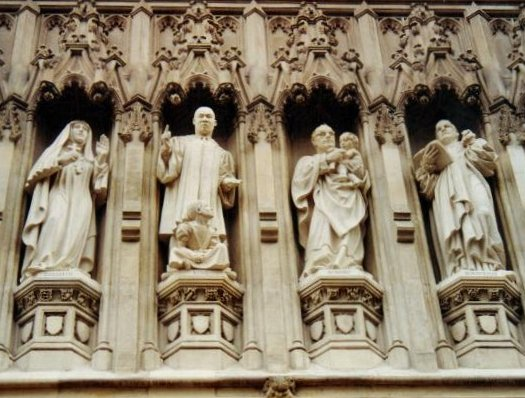
A 20. századi vértanúk szobrai a Westminsteri apátság falán (részlet) – Oroszországi Erzsébet (Jelizaveta apátnő), Martin Luther King, Óscar Romero érsek és Dietrich Bonhoeffer

- 1980-ban neki ítélték oda Svájc Ökumenikus Akciószövetségének (Globales ökumenisches Aktionsbündnis) békedíját.
- Ausztria Katolikus Férfimozgalma (Katholische Männerbewegung Österreichs [KMBÖ]) 10.000 euróval dotált „Romero-díj”-at alapított 1980-ban, amellyel kiemelkedő szociális tevékenységeket ismernek el.
- 1980 óta több intézményt viseli Óscar Romero nevét /pl. Centro Monseñor Romero (Universidad Centroamericana, San Salvador); Christliche Initiative Romero [CIR], Münster (Németország); Archbishop Romero Trust [ART], London stb./
- A Westminsteri apátság nyugati homlokzatán a 20. század mártírjainak egyik szobra neki állít emléket.
- Több protestáns egyház is vértanúként tiszteli, felvéve naptárába halála napját.
- 2009-ben a salvadori parlament március 24-ét Romero-emléknapnak nyilvánította.
- Személyét és tevékenységét több dokumentumfilm örökítette meg.[7]
- 2014 márciusától, parlamenti döntés alapján, Romero érsek nevét viseli San Salvador nemzetközi repülőtere ("Aeropuerto Internacional Monseñor Óscar Arnulfo Romero")[8]
- 2015-től a Nemzetközi Karitász (Caritas Internationalis) védőszentje.[9]

## Boldoggá és szentté avatása
Rómában 1994-ben kezdődött meg a szentté (illetve boldoggá) avatási eljárása, mely egy időre megszakadt, de Ferenc pápa 2015. február 3-án dekrétumban nyilvánította ki, hogy Romero érseket a hite miatti gyűlöletből gyilkolták meg és halálát vértanúságnak minősítette. Ezzel hivatalosan is folytatódott a boldoggá avatási folyamat. „Óscar Romero érsek számomra Isten embere volt” – jelentette ki a pápa 2014 augusztusában. Ezt megelőzően, 2000-ben II. János Pál pápa is a 20. század vértanúi között említette Romerót, XVI. Benedek pápa pedig a 2006. évi brazíliai látogatása során újságíróknak jelentette ki, hogy Romerót a „hit nagy tanújának” tartja, aki „megérdemelné, hogy szentté avassák”. A boldoggá avatásra (mely megelőzi a szentté avatást) 2015. május 23-án San Salvadorban került sor, több mint 250 000 ember jelenlétében.
Ferenc pápa 2018. október 14-én szentté avatta.